# Kocks Krane
Die KOCKS Krane GmbH war ein Maschinenbauunternehmen in Bremen. Einziger Gesellschafter war die Kirow Ardelt GmbH in Leipzig, welche Teil der in Leipzig ansässigen Kranunion GmbH (früher Kirow-Gruppe) war. Der 1872 gegründete Traditionsbetrieb galt als Pionier in der Entwicklung von Containerbrücken in Europa und war Weltmarktführer für sogenannte Goliathkrane (Werftportalkrane).
Am 22.04.22 beantragte Kocks Ardelt Kranbau GmbH Insolvenz, unter dem neuen geschäftsführenden Gesellschafter ging der Betrieb in der  neu gegründeten ARDELT KRANBAU GMBH auf.

## Überblick
Die Geschäftsführung des Unternehmens lag bis 2014 bei Uwe Pietryga und Bernd Flaskamp. Neuer Geschäftsführer wurde Uwe Grünhagen und Prokurist Heinz Lindecke. Die 100 Mitarbeiter erwirtschafteten nach Firmenangaben vom März 2009 einen Jahresumsatz von 40 bis 50 Millionen Euro.
Wichtigste Produkte sind unter anderem Containerbrücken, Schiffsentlader und Werftportalkrane (Goliathkrane). Das Unternehmen hat sich auf die Bewegung von schweren Lasten unter extremen Einsatzbedingungen für Häfen und Werften spezialisiert. Seit der 1989 erfolgten Übernahme der Wilhelmshavener Krupp Fördertechnik (ehemals Krupp Ardelt) ist es Weltmarktführer für Goliathkrane.

## Bilder

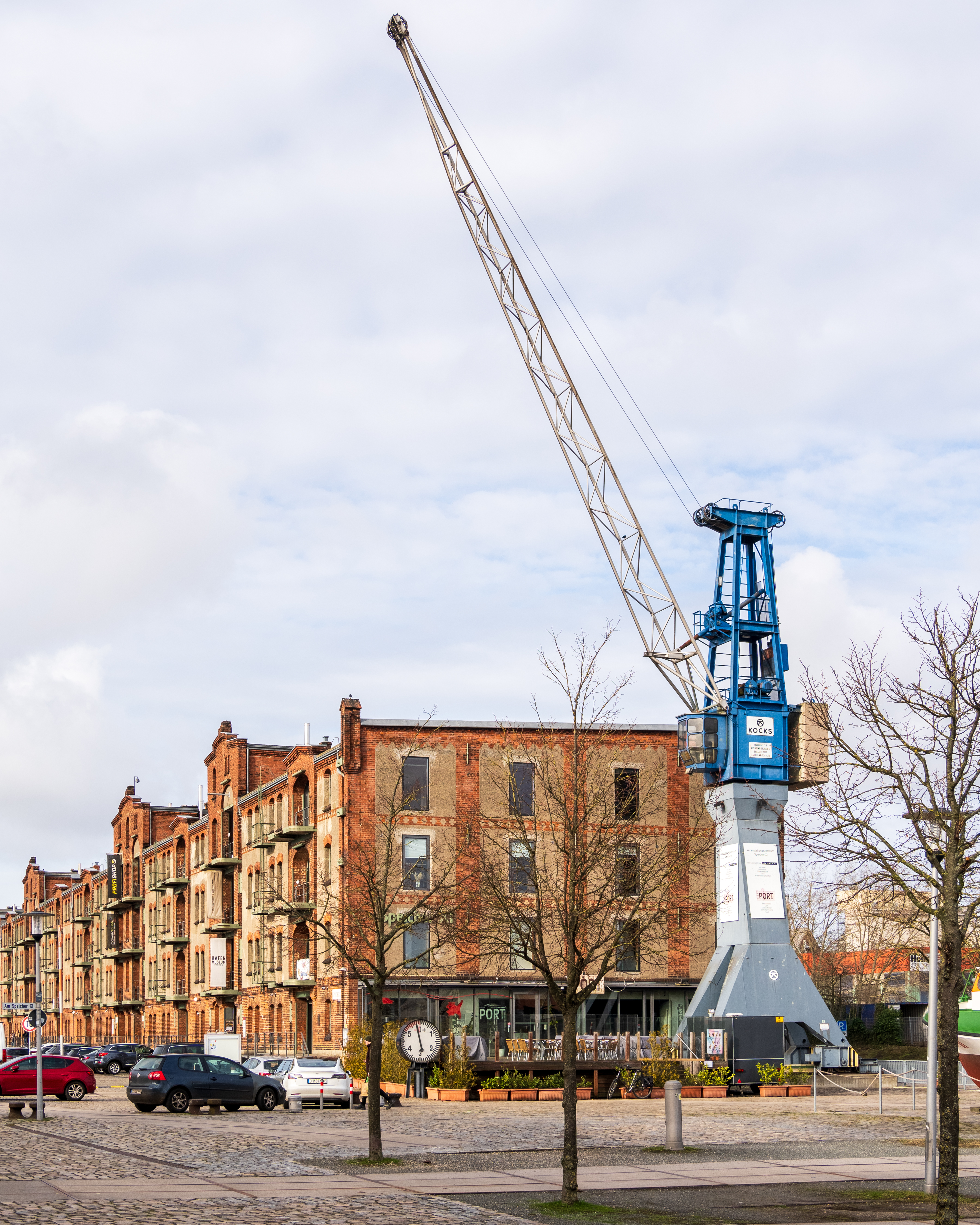
Hist. Kocks-Kran beim Speicher XI in Bremen
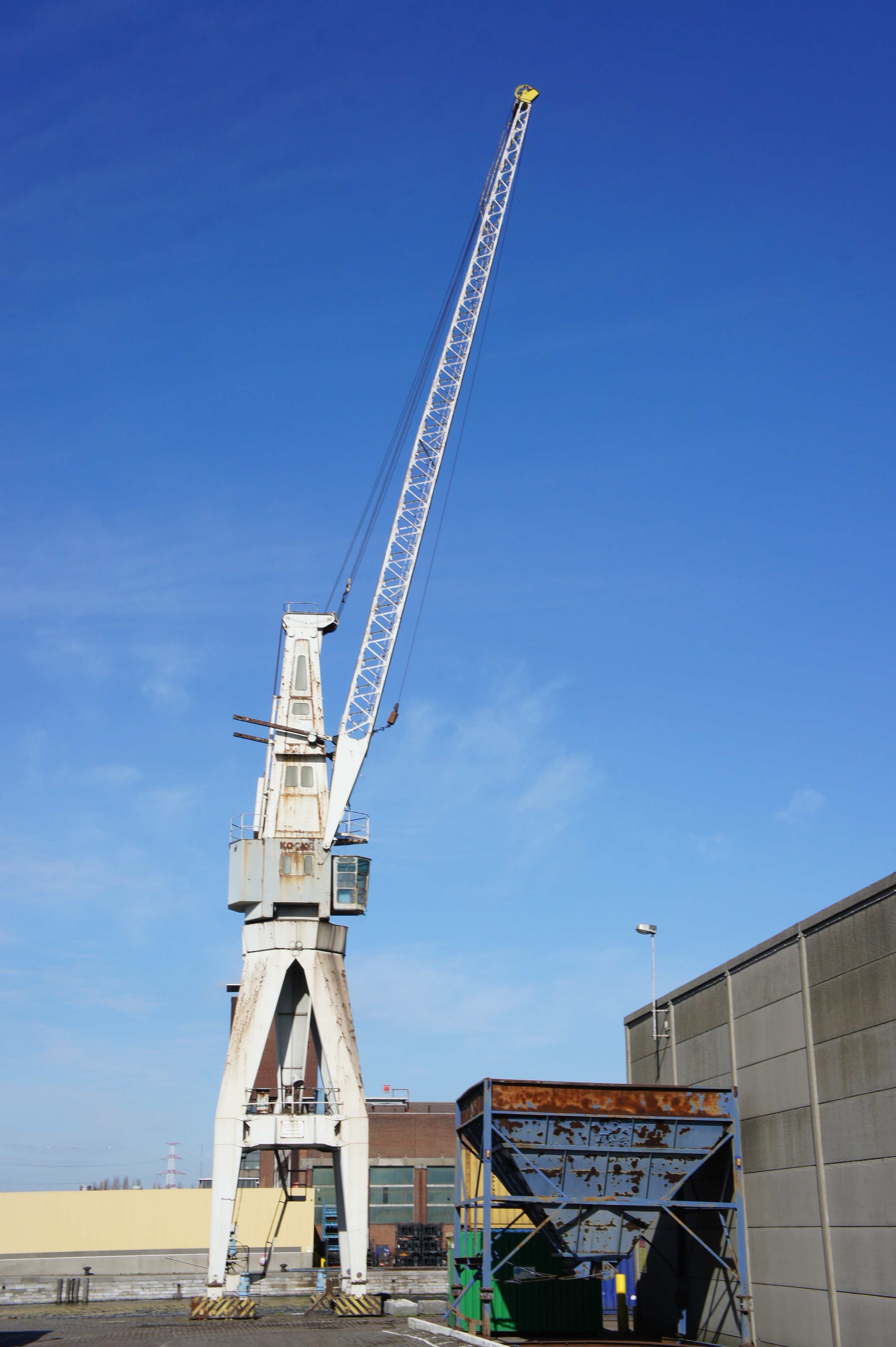
Historischer Kran in Antwerpen
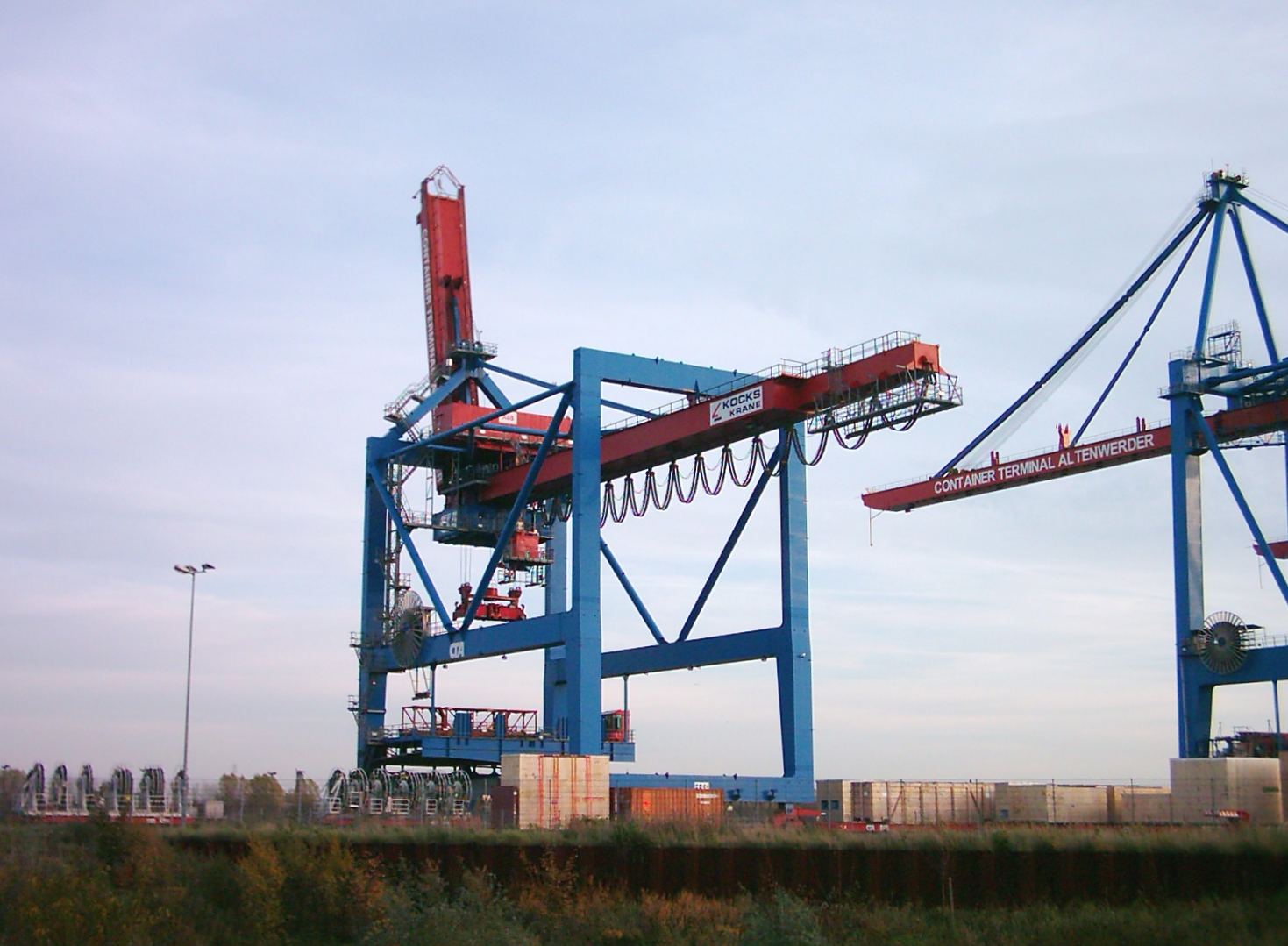
Containerbrücke im Containerterminal Altenwerder